# Donald Molenaar

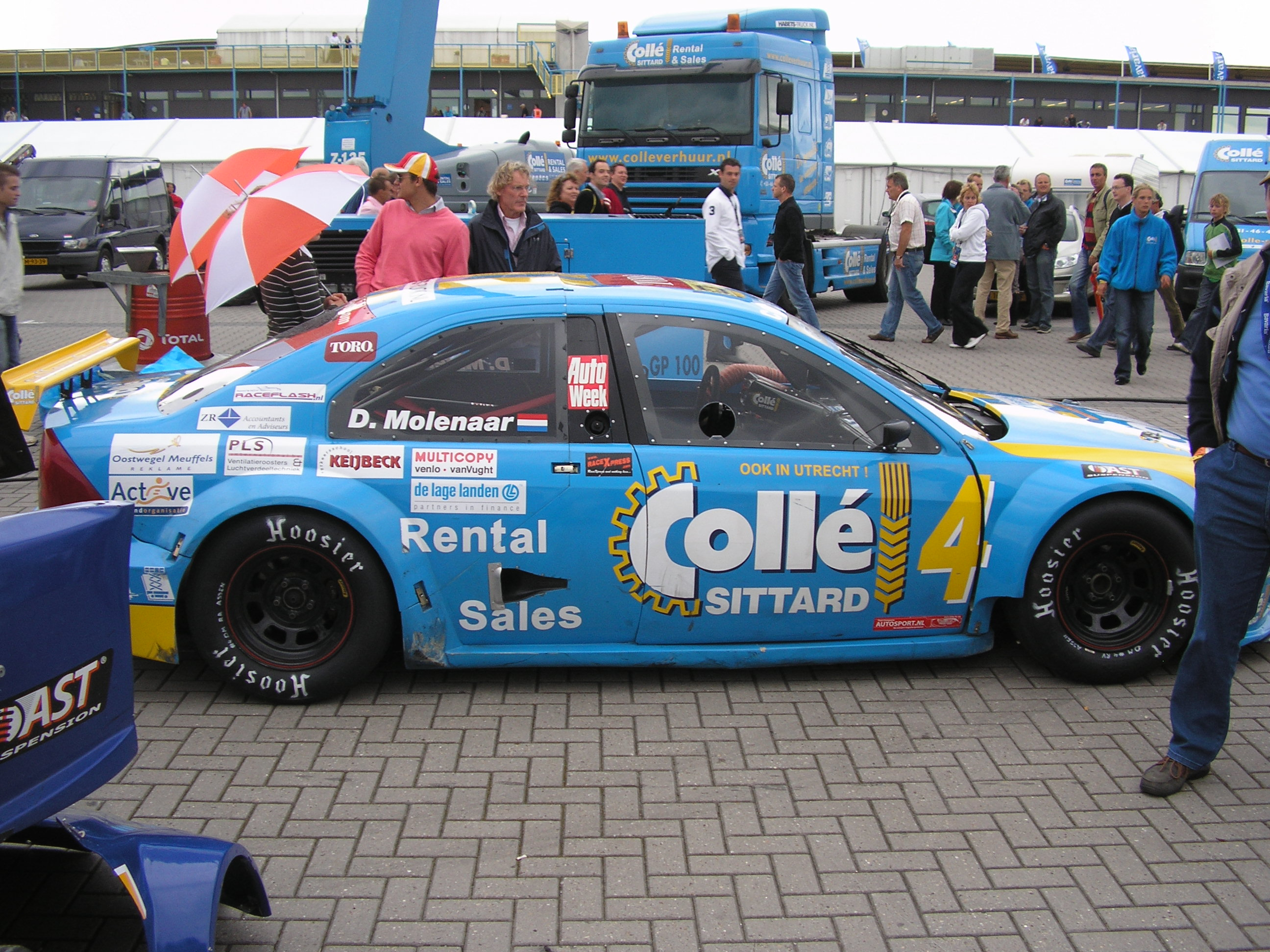
De auto van Donald Molenaar.

Johannes Leopold Donald Molenaar (28 mei 1971) is een Nederlands autocoureur. Hij werd eenmaal kampioen in het DTCC en is regerend BRL V6 kampioen. Op de helm van Donald staat een Donald Duck karikatuur.

## Carrière
Donald begon in 1989 met racen, hij racet toen in de Toyota Starlet Cup. Daarna ging hij naar de Citroën AX GT Cup. Hier haalde hij een aantal overwinningen en werd hij derde in het klassement. In 1991 en 1992 racete hij in de Renault Clio Cup. Zijn beste resultaat was een derde plek tijdens de Europese Finale in Catalonië. In 1993 werd het nationaal kampioen in de Renault Clio Cup en in de Citroën AX GTI Cup. Hierna ging hij in 1994 racen in het nationale Groupe N kampioenschap, hij werd tweede in het klassement met een BMW 320i. In 1997 werd hij nationaal kampioen in de Renault Mégane Trophy. Hierna ging hij naar het DTCC.
In zijn debuutjaar wist hij gelijk de titel te pakken. Hij deed dit in een Renault Mégane. Ook werd hij benoemd tot Nationaal Coureur van het Jaar. Dit huzarenstukje wist Donald de daar op volgende jaren niet meer te herhalen. In 1999 werd hij vierde, net als in 2000. In 2000 werd hij weer verkozen tot Nationaal Coureur van het Jaar. Het jaar daar op werd hij weer vierde, in een Renault Clio Sport. In 2002 werd Donald derde in het kampioenschap met het BMW Dealerteam. 2003 was het jaar dat Donald ging racen in Duitsland, in het Deutsche Tourwagen Challenge. Hier werd hij vierde.
Hij keerde terug in eigen land in 2004 om in de BRL V6 te rijden. Hij reed als privérijder naar een derde plek in het algemeen klassement. Het volgende seizoen werd hij gecontracteerd door Collé Racing. In 2005 werd hij tweede in het kampioenschap, in 2006 vierde. In 2007 wist hij het kampioenschap naar zich toe te trekken in de laatste race door zijn teamgenoot Sandor van Es te verslaan. In 2008 herhaalde hij deze prestatie in de BRL en werd dus wederom kampioen. Daarnaast reed Donald in 2008 verschillende races in het TDC Toerwagen Diesel Cup met een Honda Civic.